# Publi Semproni Llong
Publi Semproni Llong (en llatí Publius Sempronius Longus) va ser un magistrat romà del segle ii aC. Formava part de la gens Semprònia i era de la família dels Llong, d'origen plebeu.
Segons diu Titus Livi, va ser pretor l'any 184 aC i va obtenir com a província la Hispània Ulterior.